# Northern Ireland Open (snooker)
Il Northern Ireland Open è un torneo professionistico di snooker, valido per il Ranking, che si è disputato dal 2016 al 2019 e nel 2021 a Belfast, in Irlanda del Nord e nel 2020 a Milton Keynes, in Inghilterra.

## Storia
Il Northern Ireland Open fa parte del Home Nations Series, ovvero è uno dei quattro tornei che ogni anno si disputano nei quattro paesi del Regno Unito: (Inghilterra, Scozia, Galles e Irlanda del Nord).
La prima edizione è stata vinta a sorpresa da Mark King su Barry Hawkins che ha quindi conquistato la sua prima vittoria in un torneo valevole per la classifica dopo 25 anni da quando è diventato professionista.
Nel 2017 il vincitore è stato Mark Williams anche se i complimenti andarono al giovane perdente Yan Bingtao neanche maggiorenne.
La finale del 2018 è stata giocata dai migliori giocatori della stagione ovvero Judd Trump e Ronnie O'Sullivan e a vincerla è stato l'inglese di Bristol.
Nel 2019 e nel 2020 viene replicata la stessa finale dell'anno precedente con stesso vincitore e stesso risultato.

## Albo d'oro
| Edizione | Vincitore     | Finalista         | Risultato | Stagione  | Città         | Impianto        | Tipologia | Note  |
| -------- | ------------- | ----------------- | --------- | --------- | ------------- | --------------- | --------- | ----- |
| 2016     | Mark King     | Barry Hawkins     | 9 - 8     | 2016-2017 | Belfast       | Titanic Belfast | Ranking   | [ 2 ] |
| 2017     | Mark Williams | Yan Bingtao       | 9 - 8     | 2017-2018 | Belfast       | Waterfront Hall | Ranking   | [ 3 ] |
| 2018     | Judd Trump    | Ronnie O'Sullivan | 9 - 7     | 2018-2019 | Belfast       | Waterfront Hall | Ranking   | [ 4 ] |
| 2019     | Judd Trump    | Ronnie O'Sullivan | 9 - 7     | 2019-2020 | Belfast       | Waterfront Hall | Ranking   | [ 5 ] |
| 2020     | Judd Trump    | Ronnie O'Sullivan | 9 - 7     | 2020-2021 | Milton Keynes | Marshall Arena  | Ranking   | [ 6 ] |
| 2021     | Mark Allen    | John Higgins      | 9 - 8     | 2021-2022 | Belfast       | Waterfront Hall | Ranking   | [ 7 ] |
| 2022     | Mark Allen    | Zhou Yuelong      | 9 – 4     | 2022-2023 | Belfast       | Waterfront Hall | Ranking   |       |
| 2023     | Judd Trump    | Chris Wakelin     | 9 - 3     | 2023-2024 | Belfast       | Waterfront Hall | Ranking   |       |

## Statistiche

### Finalisti
| Giocatore         | Vittorie | Finali perse | Totale |
| ----------------- | -------- | ------------ | ------ |
| Judd Trump        | 4        | 0            | 3      |
| Mark Allen        | 2        | 0            | 1      |
| Mark King         | 1        | 0            | 1      |
| Mark Williams     | 1        | 0            | 1      |
| Ronnie O'Sullivan | 0        | 3            | 3      |
| Barry Hawkins     | 0        | 1            | 1      |
| Yan Bingtao       | 0        | 1            | 1      |
| John Higgins      | 0        | 1            | 1      |
| Zhou Yuelong      | 0        | 1            | 1      |
| Chris Wakelin     | 0        | 1            | 1      |

### Finalisti per nazione
| Nazione          | Vittorie | Finali perse | Totale |
| ---------------- | -------- | ------------ | ------ |
| Inghilterra      | 6        | 5            | 11     |
| Galles           | 1        | 0            | 1      |
| Irlanda del Nord | 1        | 0            | 1      |
| Cina             | 0        | 2            | 1      |
| Scozia           | 0        | 1            | 1      |

- Vincitore più giovane: Judd Trump (29 anni, 2018)
- Vincitore più anziano: Mark King (42 anni, 2016), Mark Williams (42 anni, 2017)

### Century break
| Edizione | Century break | Miglior break                    | Century break (qualificazioni) | Miglior break (qualificazioni) |
| -------- | ------------- | -------------------------------- | ------------------------------ | ------------------------------ |
| 2016     | 63            | John Higgins (147)               |                                |                                |
| 2017     | 55            | John Higgins (142)               |                                |                                |
| 2018     | 71            | Li Hang Thepchaiya Un-Nooh (145) |                                |                                |
| 2019     | 76            | Stuart Bingham (147)             |                                |                                |
| 2020     | 68            | Judd Trump (147)                 |                                |                                |
| 2021     | 50            | John Higgins (136)               | 29                             | Mark Allen (147)               |

### Maximum break
| N° | Giocatore      | Avversario  | Turno                         | Data             | Edizione | Note   |
| -- | -------------- | ----------- | ----------------------------- | ---------------- | -------- | ------ |
| 1  | John Higgins   | Sam Craigie | Trentaduesimi di finale       | 16 novembre 2016 | 2016     | [ 8 ]  |
| 2  | Stuart Bingham | Lu Ning     | Sessantaquattresimi di finale | 12 novembre 2019 | 2019     | [ 9 ]  |
| 3  | Judd Trump     | Gao Yang    | Trentaduesimi di finale       | 18 novembre 2020 | 2020     | [ 10 ] |
| 4  | Mark Allen     | Si Jiahui   | Qualificazioni                | 10 ottobre 2021  | 2021     | [ 11 ] |

### Montepremi
| Edizione | Montepremi |
| -------- | ---------- |
| 2016     | £366000    |
| 2017     | £366000    |
| 2018     | £366000    |
| 2019     | £405000    |
| 2020     | £405000    |
| 2021     | £405000    |

### Sponsor
| Edizione | Sponsor        |
| -------- | -------------- |
| 2016     | Coral          |
| 2017     | Dafabet        |
| 2018     | BetVictor      |
| 2019     | 19.com         |
| 2020     | Matchroom.Live |
| 2021     | BetVictor      |